# Tractat Angloirlandès
El Tractat Angloirlandès del 1921 va suposar, per una banda, la fi de la guerra d'independència irlandesa, i per una altra la divisió de l'illa d'Irlanda entre la Irlanda del Nord i l'Estat Lliure d'Irlanda.
L'11 de juliol del 1921 es declarà definitivament una treva entre l'IRA i el govern britànic. S'havia produït un total de 1.500 morts. L'agost es convoca una cimera entre Eamon de Valera, cap del Sinn Féin per part irlandesa i David Lloyd George per part britànica. De Valera, però, no acceptà anar-hi i envià en el seu lloc Michael Collins, Arthur Griffith, Robert Barton, Eamon Duggan i George Gavan Duffy, que es reuniren amb Lloyd George, Winston Churchill i Birkenhead.
Els britànics amenaçaren la delegació irlandesa amb la guerra total si no ho acceptaven, i Collins més que ningú era conscient que l'IRA no estava preparat per a guanyar aquesta guerra. De fet, però, l'oposició al tractat no era tant per la partició (que consideraven inviable a llarg termini) sinó pel fet d'haver de jurar lleialtat al rei anglès.
Els delegats irlandesos se sotmeteren finalment a les pressions britàniques: 
- Jurament a la corona britànica
- Formació d'una Comissió Fronterera que decidira com es partia el país.

El tractat fou signat del 6 de desembre del 1921. El 7 de gener del 1922 presentaren el projecte al Dáil Éireann, que l'acceptà després d'una agitada votació per 64 a favor i 57 en contra. De Valera, que hi estava en contra, va dimitir i fou substituït per Arthur Griffith.
Les profundes divisions entre els partidaris i contraris al tractat provocaren la Guerra Civil Irlandesa (Juny de 1922 - Abril de 1923)
L'Estat Lliure Irlandès que creava el tractat va entrar en vigor el 6 de desembre 1922 per proclamació real, una vegada que la seva constitució havia estat aprovada pel parlament provisional d'Irlanda del Sud i el Parlament Britànic. Tota l'illa es va convertir en l'Estat Lliure d'Irlanda, però el 8 de desembre, es van segregar sis dels comtats de l'Ulster de la zona orient de l'estat lliure, d'acord amb una votació de les"Cambres".

## Contingut
Entre els principals punts del tractat destaquen els següents:
- L'Exèrcit Britànic es retiraria de la major part d'Irlanda.
- Irlanda es convertiria en un domini amb autogovern de l'Imperi Britànic, un estatus que compartia amb Canadà, Terranova, Austràlia, Nova Zelanda i la Unió Sud-africana.
- Igual que en els altres dominis, el monarca britànic seria cap d'Estat de l'Estat Lliure Irlandès (Saorstát Éireann) i la seva representació l'exerciria un Governador General.
- Els parlamentaris del nou estat lliure haurien de fer un jurament de lleialtat a l'Estat Lliure Irlandès. La segona part del jurament seria "ser fidel a SM el Rei Jordi V, els seus hereus i successors per llei, en virtut de la ciutadania comuna".
- Irlanda del Nord (que havia estat creada amb anterioritat per una llei de 1920, tindria l'opció de retirar-se de l'Estat Lliure Irlandès durant el mes següent a l'entrada en vigor del tractat.
- Si Irlanda del Nord escollia retirar-se, es constituiria una Comissió de Fronteres per traçar la frontera entre l'Estat Lliure Irlandès i Irlanda del Nord.
- Gran Bretanya, mantindria per raons de seguretat el control d'una sèrie de ports per a la seva Armada Reial. Aquests ports serien coneguts com a "Ports del Tractat".
- L'Estat Lliure Irlandès assumiria la responsabilitat de la seva part en el deute de l'Imperi.
- El Tractat tindria un estatus suprem en la llei irlandesa, és a dir, que en cas de conflicte entre el Tractat i la nova Constitució de l'Estat Lliure Irlandès (que es va aprovar el 1922) el Tractat tindria preferència sobre aquesta.

## Negociadors
Els negociadors eren:
 Britànics

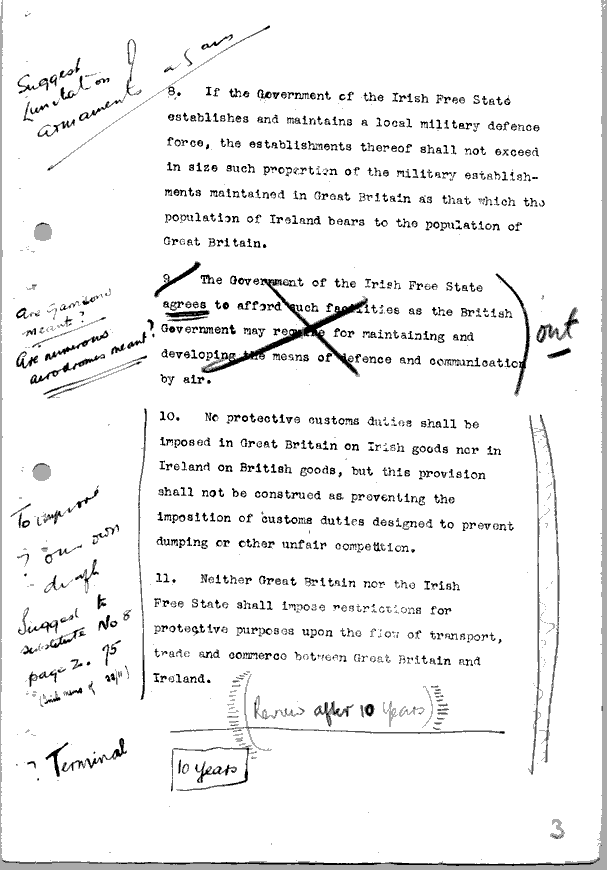
Pàgina d'un esborrany del Tractat, amb notes d'Arthur Griffith.

- David Lloyd George, Primer Ministre.
- Lord Birkenhead, Lord Canceller.
- Winston Churchill, Secretari d'Estat per les Colònies.
- Austen Chamberlain.
- Gordon Hewart.

 Irlandesos
- Arthur Griffith (president de la delegació), ministre d'Afers Exteriors.
- Michael Collins, secretari d'Estat de Finances.
- Robert Barton, ministre d'Afers Econòmics.[4]
- Eamonn Duggan
- George Gavan Duffy

- Robert Erskine Childers, autor de Riddle of the Sands (Enigma de les Arenes) i abans Funcionari de la Casa dels Comuns britànica va fer de signatari per la delegació irlandesa. Tom Jones va ser un dels principals col·laboradors de Lloyd George i va descriure les negociacions en el seu llibreWhitehall Diary.

(Cal destacar que el President irlandès, Eamon de Valera no hi va assistir.)
- Winston Churchill va tenir un paper dual en el gabinet britànic, en relació amb el Tractat. En principi, com a Secretari de Guerra, desitjava la fi de la Guerra Anglo-irlandesa el 1921, després el 1922 com a secretari per a les Colònies (que incloïen els assumptes dels Dominis) es va haver d'encarregar de posar-ho en pràctica.